# Медников ручей
Медников — ручей в Кировской районе Ленинградской области, левый приток реки Войтоловки.
В конце XVIII — начале XIX веков у истока ручья располагалась несуществующая ныне деревня Боровая.
Ручей пересекает железнодорожная линия Мга — Саблино.